# امامزاده عبدالخیر
امامزاده عبدالخیر مربوط به دوره صفوی و در شهرستان ابهر روستای قروه واقع است. این اثر در تاریخ ۲۸ مرداد ۱۳۴۷ با شمارهٔ ثبت ۹۷۹ به‌عنوان یکی از آثار ملی ایران به ثبت رسیده است.